# 大衛·博許
大衛·博許（1929年12月13日—1992年4月15日）是南非著名的宣教學家和神學家。《更新變化的宣教：宣教神學的典範變遷》（Transforming Mission: Paradigm Shifts in Theology of Mission）是他最重要的著作。此書於1991年出版，講述後殖民基督教宣教。他是南非荷裔歸正宗的成員之一。他在2013年4月27日的自由日中取得由南非總統頒發的猴麪包樹勳章，以表揚他「無私地爭取平等權益……和他對改善群體的貢獻。」他的社運行動也反映了他與主流價值觀對立的「非種族歧視」主義。

## 早期生活
博許出生於南非開普省庫魯曼，在愛國主義濃厚的阿非利卡人家庭成長。雖然如此，他以前甚少關心國內的黑人群體，甚至支持於1948年上台的國民黨的種族隔離政策。
他在比勒陀利亞大學讀書時才開始對種族隔離政策產生疑問。這是由於他當時開始接觸黑人群體和參與學生基督徒組織。此也令他日後投入宣教工作。
他與安妮米·博許結婚。

## 宣教生活
由於他有感被呼召當宣教士，故此他轉到神學系完成神學學士課程及讀畢語言學文學碩士學位，主修南非語、荷蘭語和德語。他後來前往瑞士巴塞爾大學修讀新約博士學位，師從奥斯卡·庫爾曼。受其師庫爾曼影響，令博許對合一運動有多點認識。
他從1957年開始在特蘭斯凱區的南非荷裔歸正教會作宣教工作達十年。

## 宣教教授生涯
他於1967年開始在南非荷裔歸正教會的神學院當教會歷史和宣教學的講師，專門訓練黑人教會領袖，而在此期間他也和天主教和聖公會教會建立關係，及開始寫下他的宣教理論與心得。他指出基督教宣教給非洲黑人有時會與殖民主義和民族主義混淆，以致帶來更大的種族分歧：
「為何宣教最終會帶來這種理念？這是要鞏衛南非白人嗎？還是它是基督教教會的基礎？究竟這是要來服事南非、還是要服事主？它是要突顯我們血源不同、還是同聽上帝最後的命令？究竟我們這班有宣教理念的人是在製造披著狼皮的羊、還是披著羊皮的狼？」
由於他在南非荷裔歸正教會服事，所以長期活在一個支持種族隔離的環境，直至1971年搬到比勒陀利亞當宣教學教授，他才開始在當時唯一一間多種族的南非大學裡工作。而他也開始編輯《宣教神學》（Theologia Evangelica）和繼續他的宣教研究。
他原受普林斯頓大學邀請當宣教及普世運動教授，但他選擇留在南非繼續處理當地教會的種族隔離問題。他於1979年聚集了多達5000名來自不同宗派的非洲裔基督徒、嘗試表達此群體是上帝的國。他於1982年聯同100位牧者和神學家去信南非荷裔歸正教會，指責該教會的種族隔離主義及要求該教會與黑人教會和好。
他又嘗試修補福音派與普世教會的分歧。在普世教會協會服事期間，他於洛桑世界宣教大會及世界福音聯盟聚會與不同教會聯繫。他也活躍於國際宣教研究協會及是其重要領袖之一，以及啟發南非創立了南非宣教學協會和其宣教期刊（Missionalia）。
他操一口流利的科薩語、南非語、荷蘭語、德語和英語，及曾在英國、歐洲、北美等演講。
他於1992年4月15日死於單車意外，終年62歲。

## 宣教學
他對宣教學的貢獻是不容置疑的。宣教學家及福樂神學院高級教授威爾伯特·R·山克（Wilbert R. Shenk）曾為博許的《相信未來》（Believing in the Future）提序道：
「大衛·博許於1992年4月15日突然的單車意外死訊對我們所有留下來的人來說是不能彌補的損失---他是我們的好朋友、好同事、傑出的宣教學家和教會領袖。他的生命與服事結合了高質的研究與委身的門徒服事。他對他的祖國南非的忠心正反映在他的品格上，令他活出他的信仰和他對福音的認知。大衛·博許深知如何抗衡主流文化，而他的認知是絕大部分人未能體會的。他是我們中間的先知。」
在他眾多的知識領域如聖經研究、神學、教會歷史和宣教學，大衛·博許有罕見的才能、能過濾不同洞見與智慧及面對今日的挑戰。他對基督教群體的同理心和他溝通的恩賜令他無論往那裏去也是被人信任和尊重的朋友。」
博許曾出版了6本書和刊登了多達150篇學術文章，當中包括他的名著《更新變化的宣教：宣教神學的典範變遷》（1991年）。此書由美國宣教學學會和美國天主教海外宣教學會的奧比斯書店（Orbis Books）出版。
此書被漢斯·昆譽為第一本以範式講解宣教的書。萊斯利·紐比金形容它為「宣教大全」，媲美於湯瑪斯·阿奎那十三世紀的著作《神學大全》。此書被國際宣教研究簡報（International Bulletin of Mission Research）選為1991年15本好書。
此書從新約角度（當中博許提出宣教如何影響經文的格式與轉變）和教會歷史角度（在此博許提出宣教常受環境帶來好與壞的影響）研究宣教的範式。根據這些角度他再建構一個與後現代主義和普世合一運動有關的宣教範式。

## 金句
|  | 簡單而言，宣教是基督徒參與在耶穌的解放宣教中，並相信將來事情會如此實現：此仍上帝的愛、為了世界的緣故道成肉身的社群見證。 |

|  | 我們的宣教本非為己，而只有在上帝差遺的手中才能稱之為宣教，因為宣教本只從神而來。 |

|  | 更正教徒更受挑戰⋯⋯在於他們過份現實的宣教模式、他們視宣教為一個獨立的範圍以及他們教會缺乏宣教的火，以至他們對社會公義的擺上甚為貧乏。 |

## 著作
- Witness To The World: The Christian Mission in Theological Perspective(2006). Wipf and Stock Publishers. ISBN 978-1-59752-979-2.
- Transforming Mission: Paradigm Shifts in Theology of Mission(1991). Orbis Books. ISBN 978-1-60833-146-8.
- Believing in the Future: Toward a Missiology of Western Culture(1995). Gracewing Publishing.  ISBN 978-0-85244-333-0. (published by his wife after his death)
- A Spirituality of the Road(2001). Wipf and Stock Publishers. ISBN 978-1-57910-795-6.
- Jesus, die lydende Messias, en ons sendingmotief(1961) [Jesus, the Suffering Messiah, and our Missionary Motive] (in Afrikaans). Translated by Livingston, Kevin. N.G. Sendingpers.

### 引用
1. ↑  . www.iol.co.za.   [2019-04-28]. （原始内容存档于2019-04-28） （英语）.
2. 1 2 3  . dacb.org.   [2019-04-28]. （原始内容存档于2019-04-28）.
3. 1 2  Bosch, David J. . Orbis Books. 2011. ISBN 9781608331468 （英语）.
4. ↑  Bosch 1991.
5. ↑  Bosch 1991，第390頁.
6. ↑  Bosch 1991，第212頁.

### 來源
- Bevans, Stephen B.; Schroeder, Roger P.; Luzbetak, Louis J. . International Bulletin of Missionary Research. 2005, 29 (2): 69–72.
- Kritzinger, J; Saayman, W. A. . S.A. Missiological Society (Pretoria). 1990.
- Livingston, John Kevin. A Missiology of the Road : The Theology of Mission and Evangelism in the Writings of David J. Bosch. 1992.
- Saayman Willem, A. Mission in Bold Humility : David Bosch's Work Considered.  Maryknoll N.Y.: Orbis Books, 1996.
- Livingston, J. Kevin. . Dictionary of African Christian Biography. 1999  [2019-04-29]. （原始内容存档于2017-06-29）.

## 外部連結
- Special Issue: East Asia Theological Consultation: Asian and Alternative Responses to David Bosch’s Transforming Mission[永久], Mission FOCUS Annual Review, 2003 Volume 11, Supplement.
- Missionalia South African Journal of Missiology （页面存档备份，存于）